# Жезкентська селищна адміністрація
Жезке́нтська селищна адміністрація (каз. Жезкент кенттік әкімдігі, рос. Жезкентская поселковая администрация) — адміністративна одиниця у складі Бородуліхинського району Абайської області Казахстану. Адміністративний центр та єдиний населений пункт — селище Жезкент.
Населення — 7917 осіб (2021; 9888 у 2009, 10554 у 1999, 9576 у 1989).
Станом на 1989 рік існувала Жезкентська селищна рада (смт Жезкент).